# 黒川哲郎
黒川哲郎（くろかわ てつろう、 1943年6月5日 - 2013年5月29日）は、日本の建築家。東京藝術大学美術学部名誉教授。

## 経歴
1943年北京生まれ。1966年東京藝術大学美術学部建築科卒業。1968年東京藝術大学大学院修士課程修了。1979年～　デザインリーグと協働。1989年東京藝術大学助教授、2001年教授。2004年『地域材と地域技術による公共建築の木造化構法の開発と実践』に対して日本建築学会業績賞（構造設計家・濱宇津正と協働）。2011年東京藝術大学名誉教授。2013年死去。

## 建築作品
- 樹木希林の家 (1978年)
- 横浜博覧会 桜木町ゲート周辺施設[1] (神奈川県横浜市、1989年)
- 警視庁上野警察署動物園前交番 (東京都台東区、1990年)
- フットワーク六麓荘倶楽部[2] (兵庫県芦屋市、1991年)
- 林野庁置戸営林署庁舎[3] (北海道常呂郡置戸町、1993年)
- 吉祥寺駅末広通り自転車駐車場[4] (東京都武蔵野市、1994年)
- 上津江村診療所・保健センター[5] (大分県日田郡上津江村、1996年)
- 湯布院クラフト館蜂の巣「月點波心」[6] (大分県大分郡湯布院町、1997年)
- 道の駅あさじ (大分県大野郡朝地町、1999年)
- 大分県立日田高等学校新体育館[7] (大分県日田市、2000年)
- 郡上八幡総合スポーツセンター[8] (岐阜県郡上郡八幡町、2001年)
- うきは市立総合体育館「うきはアリーナ」[9] (福岡県うきは市、2009年)

など。

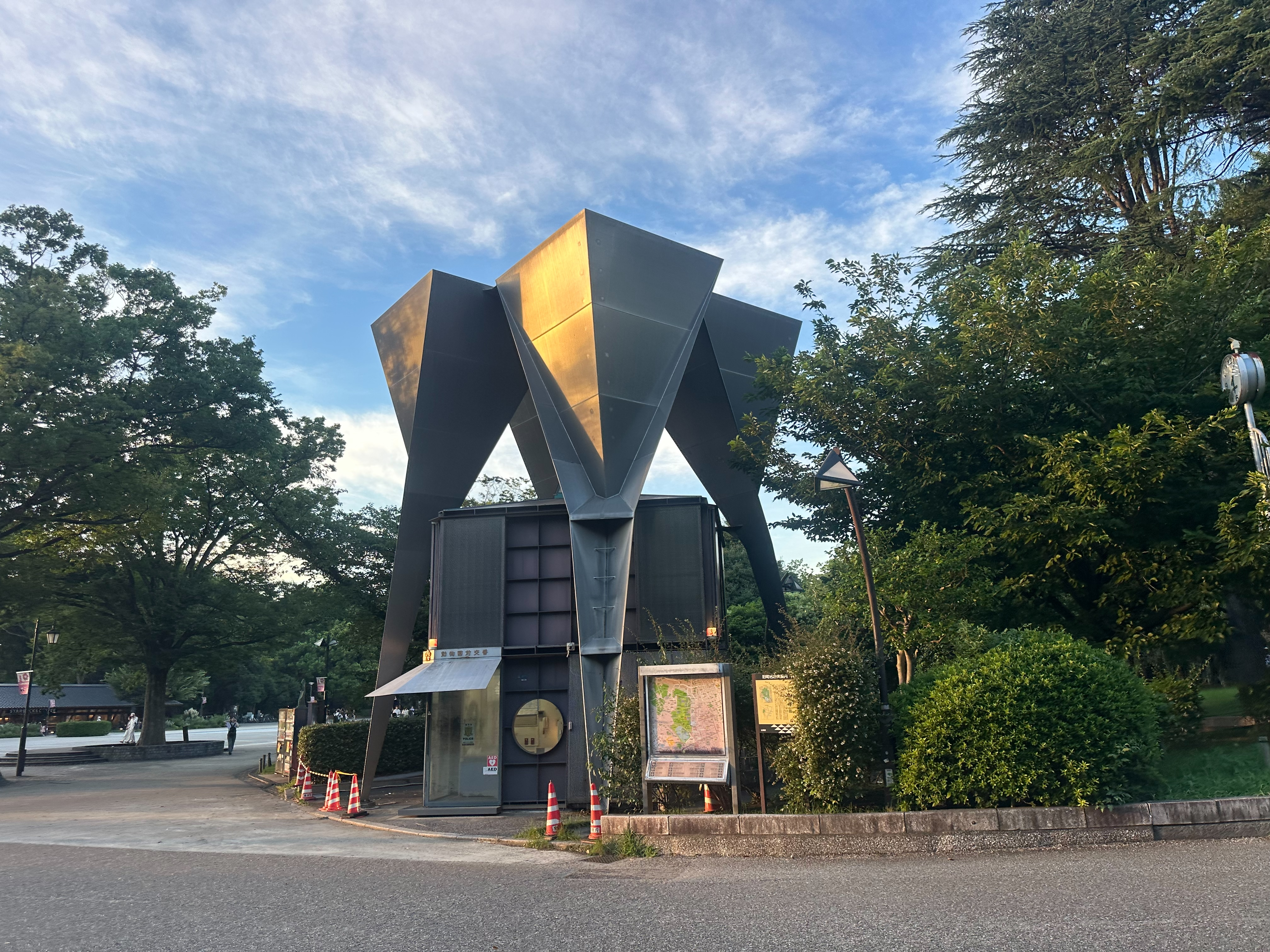
上野警察署動物園前交番
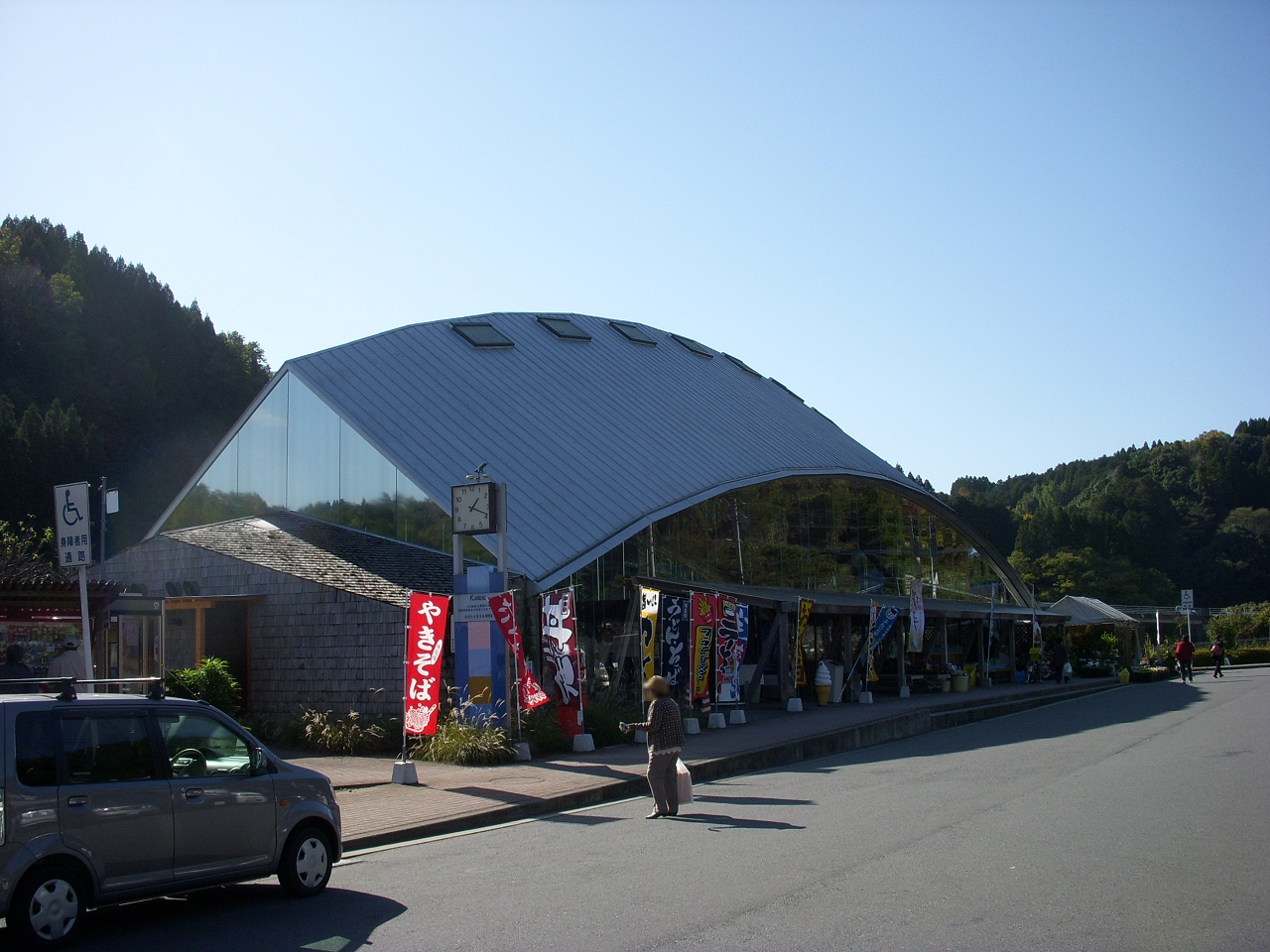
道の駅あさじ
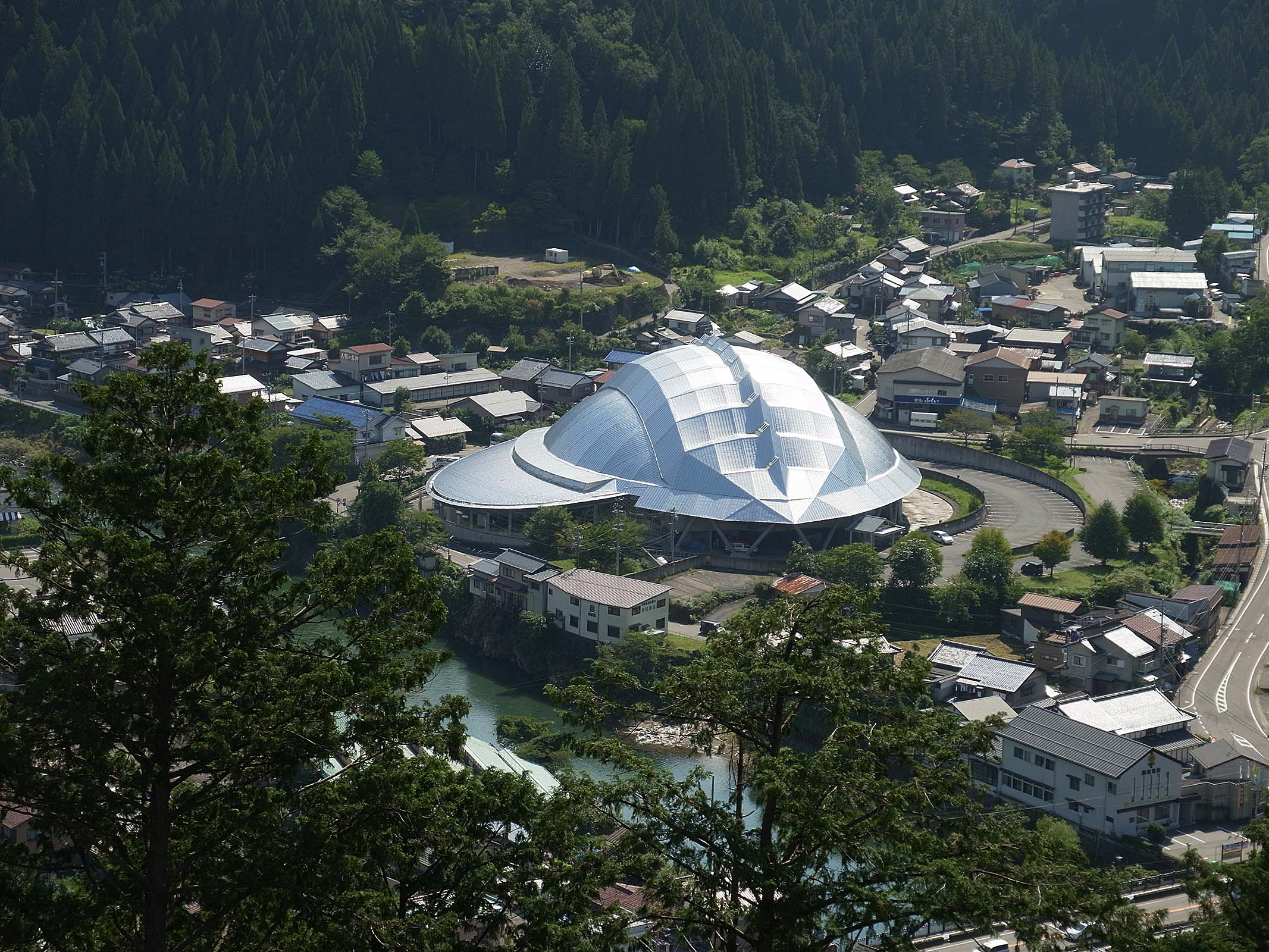
郡上八幡総合スポーツセンター

## 著作
- 『建築光幻学　透光不透視の世界』（鹿島出版会、1977）長谷川堯共著
- 『まど -日本のかたち- 』（板硝子協会、1997）
- 『建築のミッション: スケルトンドミノとスケルトンログは林業と建築を結ぶ』 (鹿島出版会、2012)
- 『日本の木でつくるスケルトンドミノの家』 (くうねるところにすむところ―家を伝える本シリーズ) (平凡社、2014)